# Граничная частота транзистора
Предельная частота коэффициента передачи тока f h21э — частота, на которой модуль коэффициента передачи тока падает на 3 дБ по сравнению с его низкочастотным значением.
Граничная частота коэффициента передачи тока биполярного транзистораfгр, ft — частота, при которой модуль коэффициента передачи тока в схеме с общим эмиттером экстраполируется к единице.
Таким образом, предельная частота коэффициента передачи тока транзистора указывает на частоту, выше которой уже следует учитывать значительное влияние частотных параметров транзистора на уменьшение h21э и результирующего снижения коэффициента усиления.
Граничная же частота коэффициента передачи тока указывает на ту частоту, при достижении которой транзистор совершенно теряет способность в схеме ОЭ усиливать ток базы. Коэффициент усиления по мощности при этом всё ещё может быть выше единицы и поэтому работа транзистора на такой частоте в схеме генератора в большинстве случаев всё ещё возможна.